# 長尾年恭
長尾 年恭（ながお としやす、1955年11月7日 - ）は、日本の地球物理学者。専門は、主に固体地球物理学・地震予知学・地震電磁気学・火山津波。東海大学教授を経て、2021年より東海大学海洋研究所地震予知･火山津波研究部門客員教授。2022年から静岡県立大学客員教授。地震前兆現象を研究する中で、知り得た情報を、地震･火山･津波･防災のため共有、発信する会社･株式会社DuMAを設立。東京都生まれ。

## 経歴
1974年麻布高校卒業。1980年千葉大学理学部卒業。大学院在学中から自然科学の醍醐味は予測科学にあると考えるようになった。金沢大学に就職を契機に電磁気学的な地震予知研究に従事するようになった。特に超低周波帯の電磁波が予知に有効な手法であることから、東海大学に異動後も観測点を首都圏・東海地方に配備して観測を続けている。また地下の温度分布から過去の気候を復元する試みも実施している（2007年まで）。また、静岡県立大学では客員教授を務めている。

## 研究
電磁気学的手法による地震予知研究、地震防災啓発、地震活動のパターン解析を主な研究テーマとしている。
2011年に株式会社DuMAを設立し、地震前兆現象を科学する中で、M6.5以上を対象とした「地下天気図」解析や知り得た情報を、地震火山津波防災のために、まぐまぐニュースレター『地下天気図』やDuMAのホームページで発信している。

## 専門
- 固体地球物理学
- 地震予知学・地震電磁気学・地球熱学
- 地震防災教育

## 所属
- 東海大学･海洋研究所の地震予知･火山津波研究部門[3]客員教授
- 静岡県立大学・グローバル地域センター客員教授
- 一般社団法人･日本地震予知学会[4]会長･代表理事
- 認定NPO法人･富士山測候所を活用する会[5]理事
- 株式会社DuMA[6]取締役 & CSO

## 学位
- 理学博士（東京大学、1987年3月）
- 理学修士（千葉大学）

## 年表
学歴
- 1974年：麻布高等学校卒業
- 1980年：千葉大学理学部卒業
- 1987年：東京大学大学院理学系研究科地球物理学専攻博士課程修了（指導教授は上田誠也[1]）

大学院在学中に第22次日本南極地域観測隊・越冬隊に参加、昭和基地で越冬し、重力、地殻変動、地殻熱流量観測等に従事。
職歴
- 1988年6月 金沢大学理学部助手
- 1991年11月 1年間、地震予知研究のためアテネ大学物理学部へ留学
- 1995年12月 東海大学海洋学部助教授
- 2001年4月 東海大学教授
- 2006年度 東京大学地震研究所客員教授
- 2011年9月 株式会社DuMA 設立
- 2019年4月 認定NPO法人「富士山測候所を活用する会」理事
- 2021年4月 東海大学客員教授
- 2022年４月 静岡県立大学客員教授

## 著書
単著
- 『地震予知研究の新展開』近未来社、2001年
- 『巨大地震列島』ビジネス社、2022年

共著
- 『最新地震論』学習研究社、1995年
- 『地震予知の科学』東京大学出版会、2006年
- 『地震前兆現象を科学する』祥伝社<祥伝社新書>、2015年
- 『地震と火山と防災のはなし』成山堂書店、2022年